# Szomszédjogok
A szomszédjogok azokat a határokat jelentik, amíg a szomszédok egymás tulajdonosi érdekköré való szükségszerű áthatásokat tűrni kötelesek. A magyar magánjog szerint ez a tulajdonjog korlátozásai közé tartozik, azonban a polgári törvénykönyv más nézőpontot követve a használat körében tárgyalja, ugyanis míg ez a tulajdonos szempontjából valóban korlátozás, addig a másik oldalon jogosultságként jelenik meg. 

## Szabályai
A szomszédjogok általános szabályaiban érvényesülnek a polgári jog alapelvei, valamint általános szabályként a Ptk. megfogalmazza: „a tulajdonos a dolog használata során köteles tartózkodni minden olyan magatartástól, amellyel másokat, különösen szomszédait szükségtelenül zavarná, vagy amellyel jogaik gyakorlását veszélyeztetné.” A rendelkezés alapján a bírói gyakorlatnak kellett kidolgoznia a szükséges és szükségtelen zavarás határvonalát. Így például üzemanyag-töltőállomás építése és működtetése, mezőgazdasági településeken az állattartás és a csekélyebb mértékű, elkerülhetetlen zavarás szükségszerűnek minősül. Ezzel szemben zajkeltő szerkezet indokolatlan használata, az ének-zene oktatás és a szomszédos telek vízelvezetésének megakadályozása szükségtelen zavarásnak számíthat. Mindig meg kell vizsgálni az adott település környezetét, eltérő megítélés alá eshet egy tevékenység egy ipari vagy egy lakóövezetben.
A szomszédjog nem csak a szomszédos ingatlanokra terjed ki, hanem addig, amíg a szükségtelen zavarás, bárki számíthat tehát szomszédnak. Az általános szabályozáson kívül a Ptk. különös szabályokat is tartalmaz a szomszédjogokra. Ezek: a földtámasz joga, az áthajló ágak és gyökerek és az ezekről lehullott gyümölcsök, a szomszédos földre való belépés és használat, a kerítés joga, a határvonalon álló fa vagy bokor, a tilosban talált állat visszatartására való jog. A közérdekű szomszédjogi igényekre is vonatkozik szabály, e szerint „az ingatlan tulajdonosa tűrni köteles, hogy az erre külön jogszabályban feljogosított szervek – a szakfeladataik ellátásához szükséges mértékben – az ingatlant időlegesen használják, arra használati jogot szerezzenek, vagy a tulajdonjogát egyébként korlátozzák. Ebben az esetben az ingatlan tulajdonosát az akadályoztatás (korlátozás) mértékének megfelelő kártalanítás illeti meg.” Így például a vasúti pálya melletti ingatlanon tartószerkezetet, jelzőköveket stb. lehet elhelyezni.
Kivételes szabály, hogy ha a tulajdonos nem fogja be a kirepült méhrajt két napon belül, bárki tulajdonjogot szerezhet azon. A szomszédjogok diszpozitívak, azaz azoktól a felek közös megállapodással eltérhetnek és jogszabály (törvény, rendelet) is rendelkezhet róluk másként. Amennyiben a helyi szokások eltérnek a törvényi rendelkezésektől és a szomszédok ezeket követik, akkor azt kell alkalmazni.